# Jan Auerhan

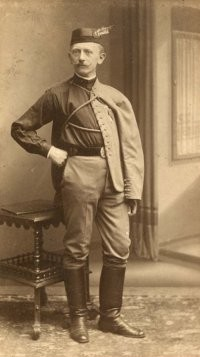
Jan Auerhan (um 1915)

Jan Auerhan (* 2. September 1880 in Leschtina, Österreich-Ungarn; † 9. Juni 1942 in Prag) war ein tschechoslowakischer Rechtsanwalt, Statistiker, Geograph und Hochschullehrer.

## Leben
Auerhan war ausgebildeter Jurist und wurde Präsident des 1919 gegründeten Staatlichen Statistikamtes (Státní úřad statistický) in der Tschechoslowakei. Ferner war er Gründer und erster Vorsitzender des Tschechoslowakischen Auslandsinstituts (Československý ústav zahraniční, ČÚZ), einer 1928 gegründeten staatsnahen Organisation, die den Kontakt zwischen der Tschechoslowakei und Auslands-Tschechoslowaken sicherstellen sollte. Als Dozent für Anthropogeographie wirkte er an der Naturwissenschaftlichen Fakultät der Karls-Universität Prag. Gemeinsam mit Augustin Seifert gab er in den Jahren 1907 bis 1913 vier Adressbücher heraus.
Er wurde in der Zeit der deutschen Besetzung der Tschechoslowakei im Zweiten Weltkrieg nach dem Attentat auf Reinhard Heydrich im Zuge einer „Vergeltungsmaßnahme“ der Gestapo auf dem Schießplatz Kobylisy erschossen.

## Werke (Auswahl)
- Stěhování obyvatelstva království Českého dle dat o rodišti a pobytu jeho, zjištěných při sčítání lidu ze dne 31. prosince 1910 a saisonní vystěhovalectví z obcí království Českého dle šetření z r. 1913, 1916.
- Osady českých emigrantů v Prusku, Polsku a Rusku, o. J. 1920.
- České osady na Volyni, Krymu a na Kavkazu, 1920.
- Jazykové menšiny v Evropě, 1924.
- Československé jazykové menšiny v evropském zahraničí: národnostní poměry, v nichž žijí, a vztahy, které je poutají k staré vlasti, 1935.
- Pokus o demografii zahraničních Čechů, 1936.